# Liberal-Demokratische Partei (Basel-Stadt)
Die Liberal-Demokratische Partei (LDP) ist eine liberale Partei der Schweiz aus dem Kanton Basel-Stadt. Sie bildet neben der FDP Basel-Stadt eine von zwei Kantonalsektionen der nationalen «Mutterpartei» FDP.Die Liberalen.
Ihre Präsidentin ist seit 2013 Patricia von Falkenstein.

## Parteigeschichte
Die Partei wurde im Jahr 1905 auf Initiative von Regierungs- und Nationalrat Paul Speiser sowie auch unter dessen Ägide gegründet. Im Jahr 1957 schloss sich die Bürger- und Gewerbepartei, die sich 1911 vom Freisinn abgespalten hatte, der Partei an, die unter dem Namen «Liberal-demokratische Bürgerpartei» firmierte. Seit der Statutenrevision von 1978 trägt die Partei ihren heutigen Namen Liberal-Demokratische Partei Basel-Stadt.
Die LDP gehörte bis zum Jahr 2008 der Liberalen Partei der Schweiz (LPS) an. Seit der Fusion von LPS und FDP auf Bundesebene (2009) ist sie Mitglied der FDP.Die Liberalen Schweiz. Auf kantonaler Ebene ist sie jedoch unabhängig von der ebenfalls zur FDP.Die Liberalen Schweiz gehörenden Basler FDP.Die Liberalen (FDP Basel-Stadt).

## Organisation
Die LDP gliedert sich in Anlehnung an die drei Wahlkreise des Kantons Basel-Stadt in Quartiervereine für die Bezirke Grossbasel-Ost, Grossbasel-West und Kleinbasel mit jeweils eigenen Vorständen. Zudem gibt es einen Verein für die Einwohner der Gemeinden Riehen und Bettingen, die LDP Riehen Bettingen.

## Politische Standpunkte
Ähnlich der allgemeinen Linie der früher unabhängigen Liberalen Partei der Schweiz galt die LDP traditionellerweise zusammen mit den Westschweizer Ablegern in den Kantonen Genf, Neuenburg und Waadt als eher «elitär» und dem Populismus konträr eingestellt, während sie sich inzwischen selbst vor allem als bürgerliche Partei und als Vertreterin des Gewerbes definiert.
Gemäss Zweckartikel in den Statuten setzt sich die Partei für die individuellen Freiheitsrechte, die Erhaltung der Familie, das private Eigentum, eine freiheitliche Wirtschaftsordnung, das Gewerbe und das Verantwortungsbewusstsein gegenüber Mensch und Umwelt ein. Sie unterstützt das Engagement Privater im gemeinnützigen und kulturellen Bereich.

## Mandatsträger

### Nationalrat
Mit Patricia von Falkenstein stellt die LDP in der Legislaturperiode 2023–2027 eine Nationalrätin. Von Falkenstein ist Mitglied der Fraktion der FDP.

### Kanton Basel-Stadt
Im Grossen Rat der Stadt Basel ist die Partei seit den Wahlen 2020 mit 15 Sitzen von 100 vertreten. Fraktionschef ist Raoul Furlano. Zudem stellt die LDP mit Conradin Cramer und Stephanie Eymann zwei von sieben Regierungsräten. Cramer amtiert seit 2017 als Vorsitzender des Erziehungsdepartements Basel-Stadt und ab dem 1. Mai 2024 amtet er als Präsident der Regierung. Eymann ist seit dem Jahr 2021 Vorsitzende des Justiz- und Sicherheitsdepartements Basel-Stadt. Frühere Mandatsträger waren u. a. Bernhard Christ als Mitglied und Fraktionssprecher sowie Grossratspräsident und (zusammen mit Markus Kutter) Verfasser des Parteiprogramms.

### Bürgergemeinde Basel
Im Bürgergemeinderat der Bürgergemeinde Basel hat die LDP 7 Sitze von 40 und bildet gemeinsam mit der FDP Basel-Stadt eine Fraktion. Fraktionschefin ist Christine Wirz-von Planta. Als Mitglied des Bürgerrats, der Exekutive der Bürgergemeinde, amtet für die LDP Lukas Faesch.

### Gemeinde Riehen
In der Gemeinde Riehen war die LDP bis zu den Wahlen 2010 wählerstärkste Partei. Seit den Wahlen 2018 verfügt sie über 6 Sitze von 40 im Einwohnerrat. Mit Daniel Hettich stellt sie dazu einen Gemeinderat.

### Bürgergemeinde Riehen
Die LDP Riehen Bettingen hat im Bürgerrat der Bürgergemeinde Riehen zwei Sitze.

## Frühere Wahlplakate (Auswahl)

Gestaltung von Otto Plattner (1925)
Gestaltung von Otto Plattner (1926)
Gestaltung von Otto Plattner (1926)